# Homer P. Snyder
Homer Peter Snyder, född 6 december 1863 i Amsterdam, New York, död 30 december 1937 i Little Falls, New York, var en amerikansk affärsman och politiker (republikan). Han var ledamot av USA:s representanthus 1915–1925.
Snyder efterträdde 1915 Charles A. Talcott som kongressledamot och efterträddes 1925 av Frederick M. Davenport. Snyders viktigaste politiska arv är Indian Citizenship Act som president Calvin Coolidge stadfäste år 1924. Lagen gav ursprungsbefolkningen medborgarskap i USA och den kallas också Snyder Act efter dess upphovsman.
Snyder är begravd på Church Street Cemetery i Little Falls.